# ユーリ・ジ・ソウザ・フォンセーカ
ユーリ（Yuri）ことユーリ・ジ・ソウザ・フォンセカ（Yuri de Souza Fonseca、1982年8月8日 - ）は、ブラジル・マセイオ出身の元サッカー選手。現役時代のポジションはフォワード。

## クラブ経歴
ブラジルのアラゴアス州マセイオに生まれ、10代の時に家族総出でポルトガルへと移住した。1995年から地元クラブのFCマイアの下部組織に所属し、2000-01シーズンにトップチームデビューを果たした。ポルトガル2部の舞台で2シーズン合計26得点を記録し、2003年1月、ボアヴィスタFCに引き抜かれた。しかし、ボアヴィスタでは得点を量産できず、2004年1月にはジル・ヴィセンテFC、2004-05シーズンにはGDエストリル・プライアに貸し出された。
2005年7月、スペインのセグンダ・ディビシオンBに在籍していたポンテベドラCFに加入した。1シーズン目からリーグ戦22ゴールを挙げると、2シーズン目には24ゴールを記録してクラブのセグンダB優勝に貢献した。3シーズン目の2007-08シーズンは、セグンダ・ディビシオンのUDラス・パルマスにレンタル移籍をした。しかし、ラス・パルマスでは適応に苦戦し、シーズン12試合で無得点に終わった。翌シーズンはポンテベドラに復帰したものの、リーグ戦9ゴールと大きく数字を減らした。
2009年7月、契約満了でポンテベドラを退団し、フリーでセグンダBのSDポンフェラディーナに加入した。加入後2シーズンはそれぞれ公式戦得点1桁に落ち着くが、3シーズン目から得点を稼ぎだし、リーグ19ゴールを挙げた。この活躍によってポンフェラディーナはセグンダ昇格を成し遂げ、2012-13シーズン開幕前にはチームのキャプテンに指名された。
2015-16シーズン、冬の移籍市場開幕までにシーズン10得点を挙げたが、この冬の移籍市場で中国2部リーグの青島足球倶楽部に移籍した。しかし、ユーリが挙げた10得点は、ポンフェラディーナのチームトップ記録だった。また、シーズン終了後にポンフェラディーナはセグンダBに降格した。
2017年1月15日、ポンフェラディーナに復帰した。この時すでにユーリは34歳だったが、得点感覚は衰えておらず、復帰後2年目にはリーグ戦のみで20ゴールを叩き出した。
2024年8月、現役引退を表明した。

## 人物
SDエイバルなどでプレーしたシャルレスは従兄弟。